# North Perth
North Perth är en kommun (municipality) i Kanada.   Den ligger i provinsen Ontario, i den sydöstra delen av landet, 500 km väster om huvudstaden Ottawa. Antalet invånare är 12 254.